# Port lotniczy Nieuw Nickerie
Port lotniczy Nieuw Nickerie-Majoor Fernandes  (IATA: ICK, ICAO: SMNI) – port lotniczy położony w Nieuw Nickerie (Surinam).

## Linie lotnicze i połączenia
- Caricom Airways (port lotniczy Paramaribo-Zorg en Hoop)